# Đào tiên
Đào tiên (danh pháp hai phần: Crescentia cujete), còn được gọi là cây trường sinh, bòng tây (dân Quảng Ngãi gọi),chùm bao lớn, là một loài thực vật có hoa thuộc họ Chùm ớt (Bignoniaceae).

## Đặc điểm
Cây gỗ nhỡ. Lá xanh đậm, nhẵn, cứng, mọc thành vòng, lá hình trứng ngược, đầu lá tù hoặc gần tròn, đuôi lá men cuống. Hoa đơn độc, to, thong, mùi hôi. Quả mọng, hình cầu rộng, vỏ cứng.

## Công dụng
Kháng khuẩn Gram dương
Cơm quả dùng để khai vị, giải nhiệt,hạ sốt, lợi tiểu, có độc đối với chim và thú nhỏ. 
Cơm quả dùng để chế siro trị ho, long đờm. 
Cơm quả chưa chín có tác dụng nhuận tràng. 
Ở Ấn Độ nước sắc vỏ dùng rửa sạch vết thương, lá giã làm thuốc đắp trị đau đầu. 
Có loài đào tiên có cánh (C. alata H.B.K) nguồn gốc Trung Mỹ rễ có tác dụng cầm máu.

## Hình ảnh

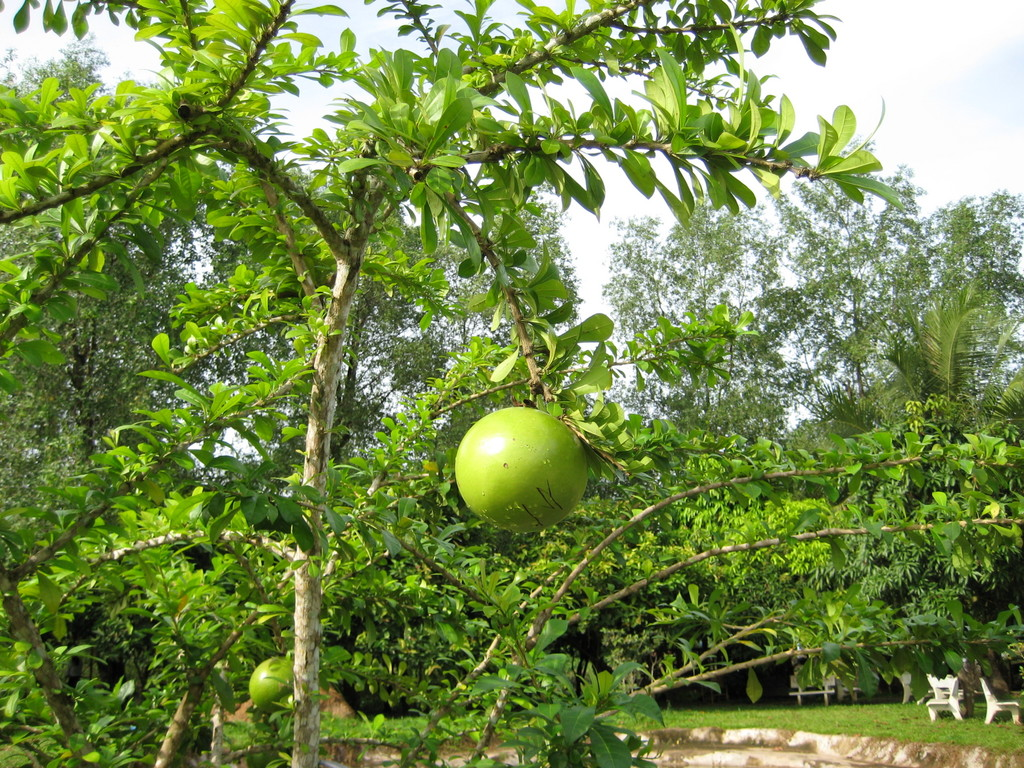
Cây Đào tiên (Khu du lịch Phù Sa, Việt Nam)
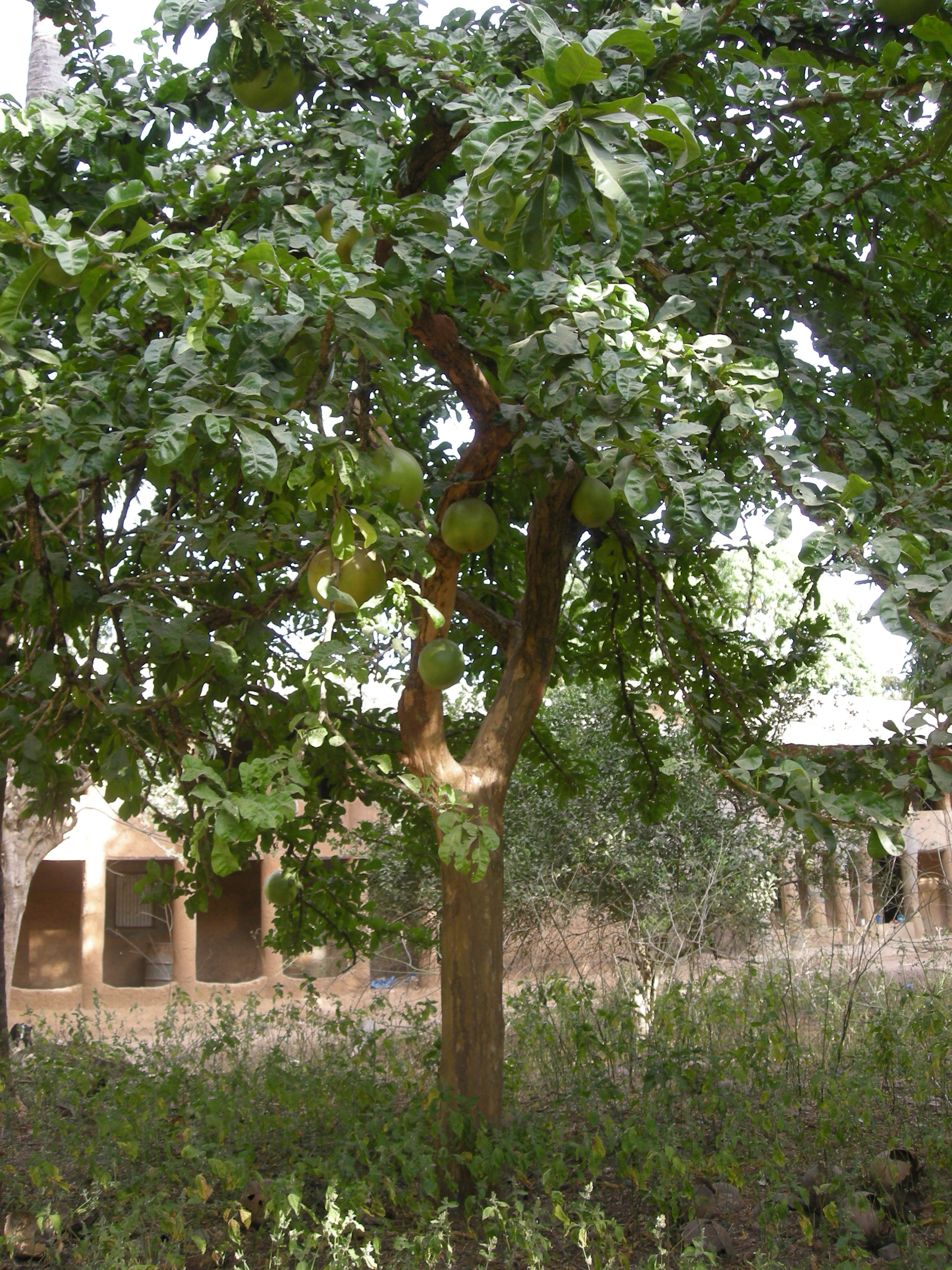
Cây Đào tiên (Casamance, Sénégal)
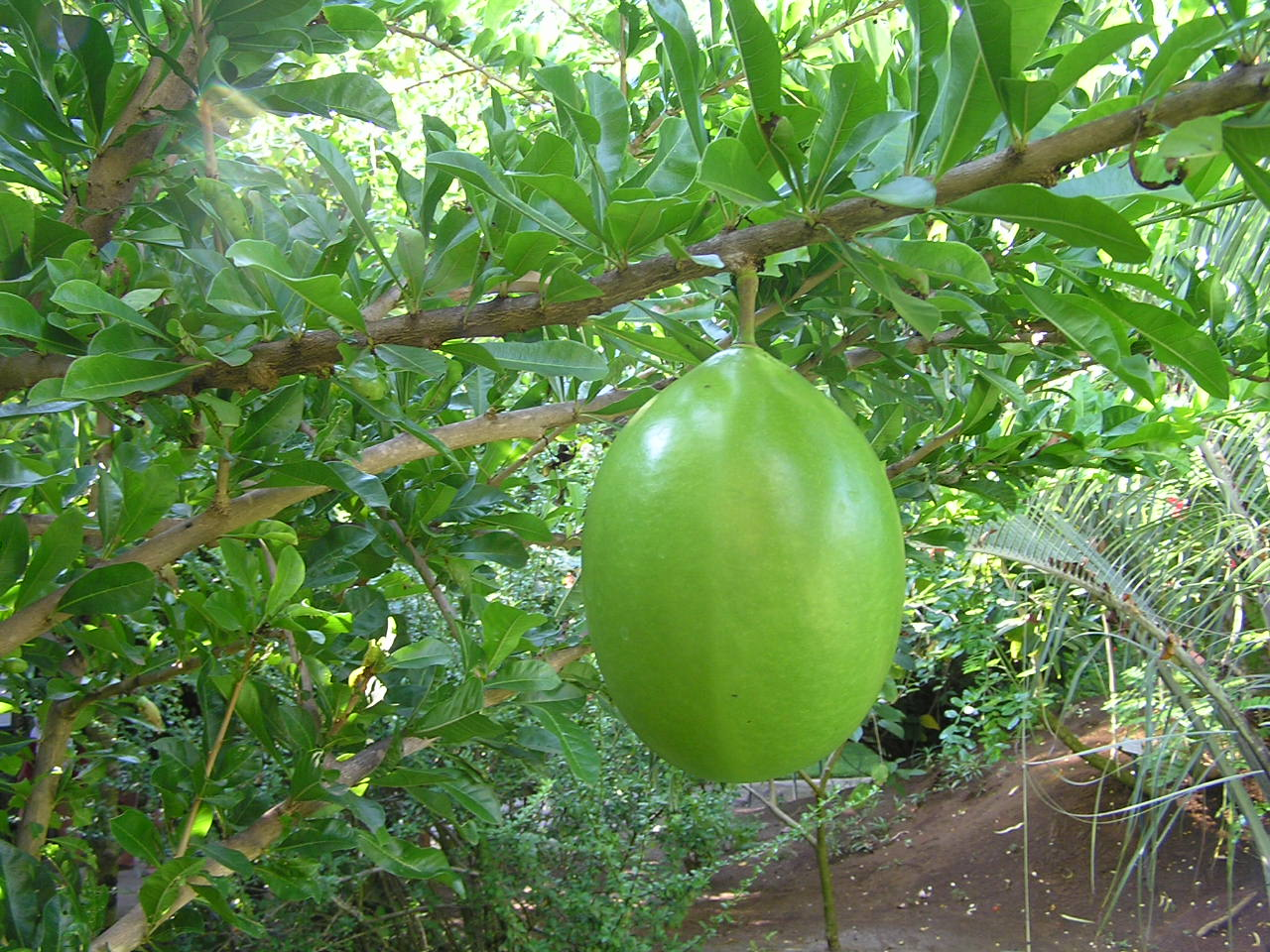
Quả Đào tiên (Đảo Réunion, Pháp)
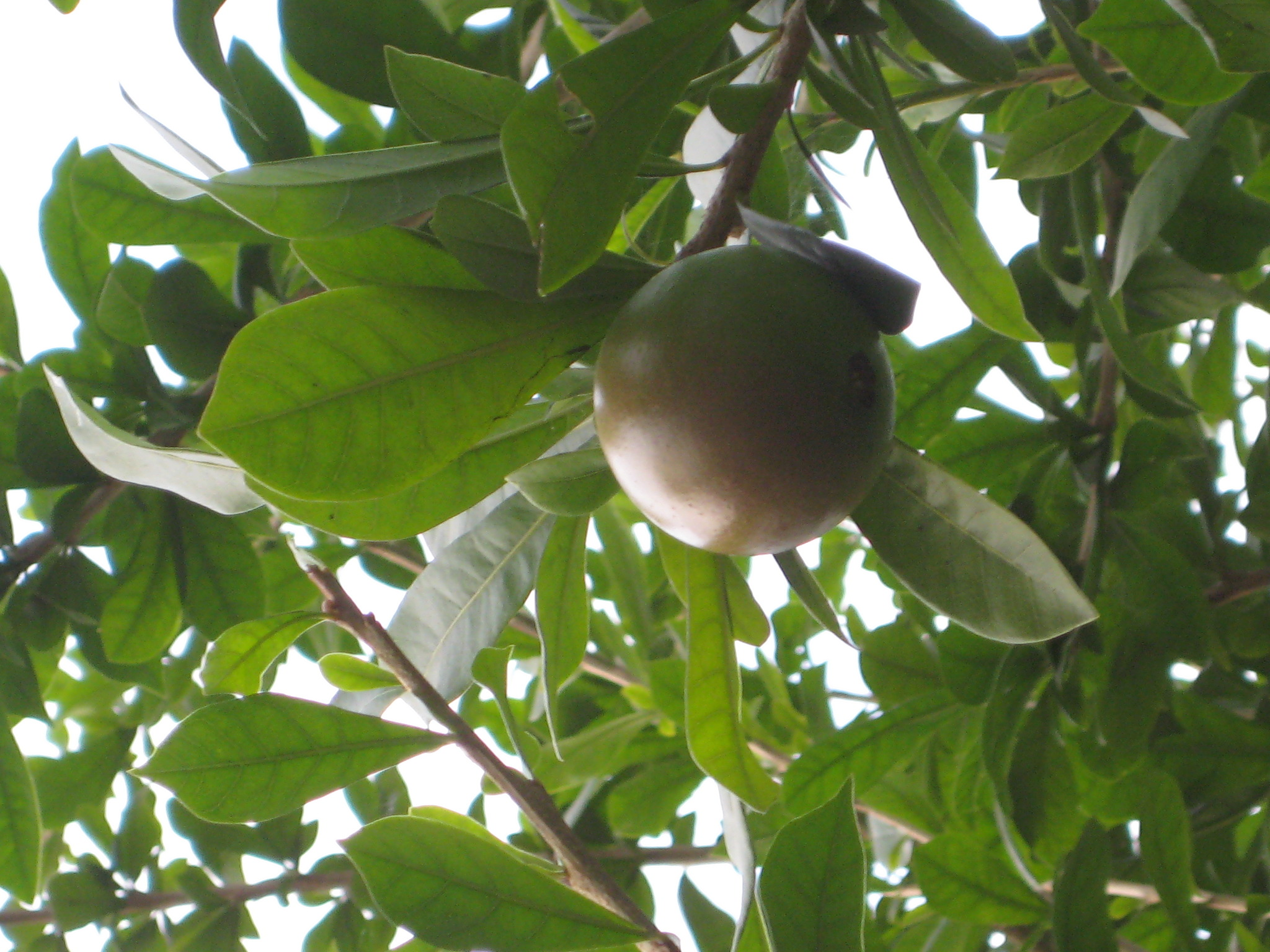
Quả Đào tiên (một tháng tuổi)
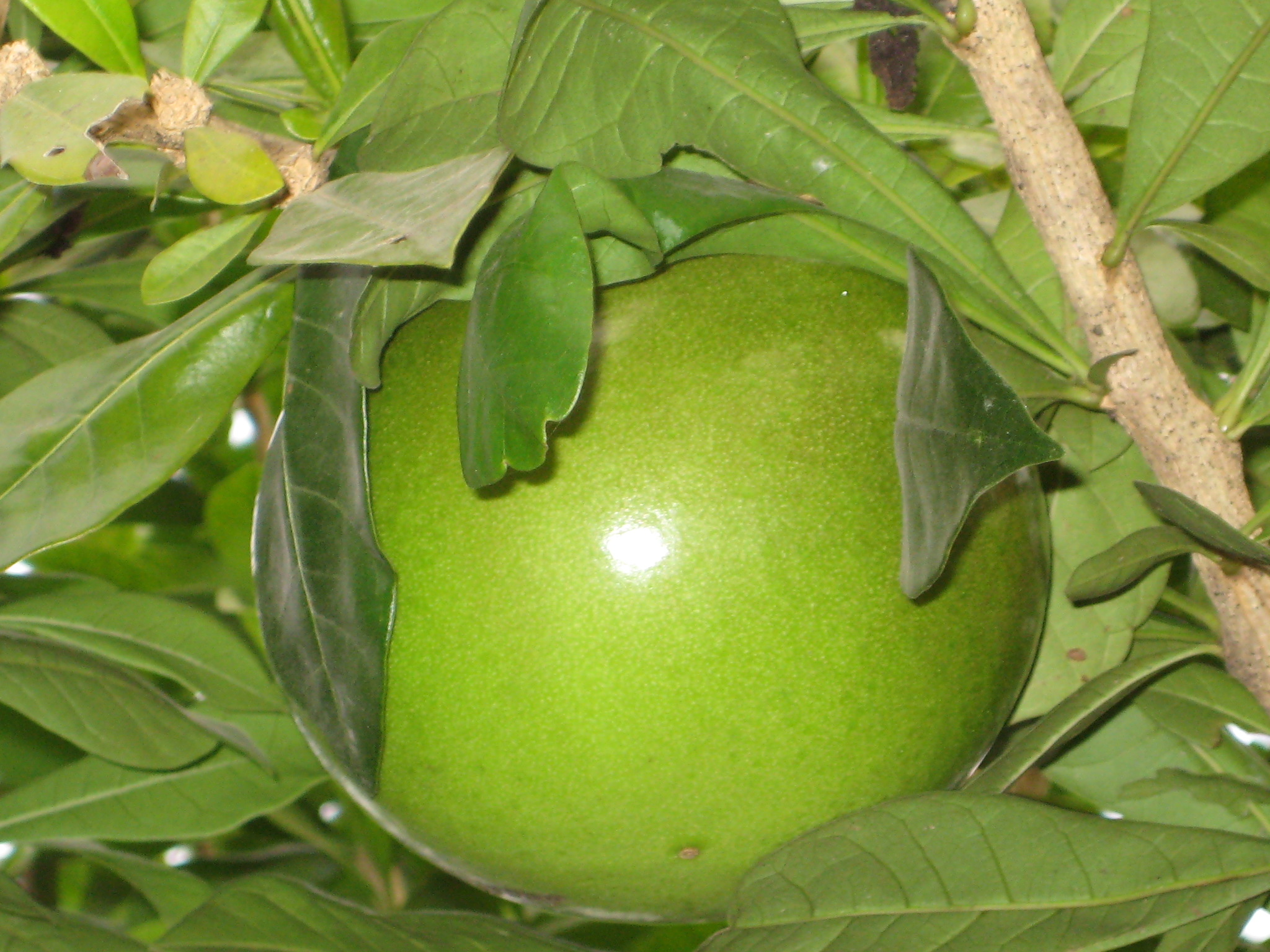
Quả Đào tiên (hai tháng tuổi)
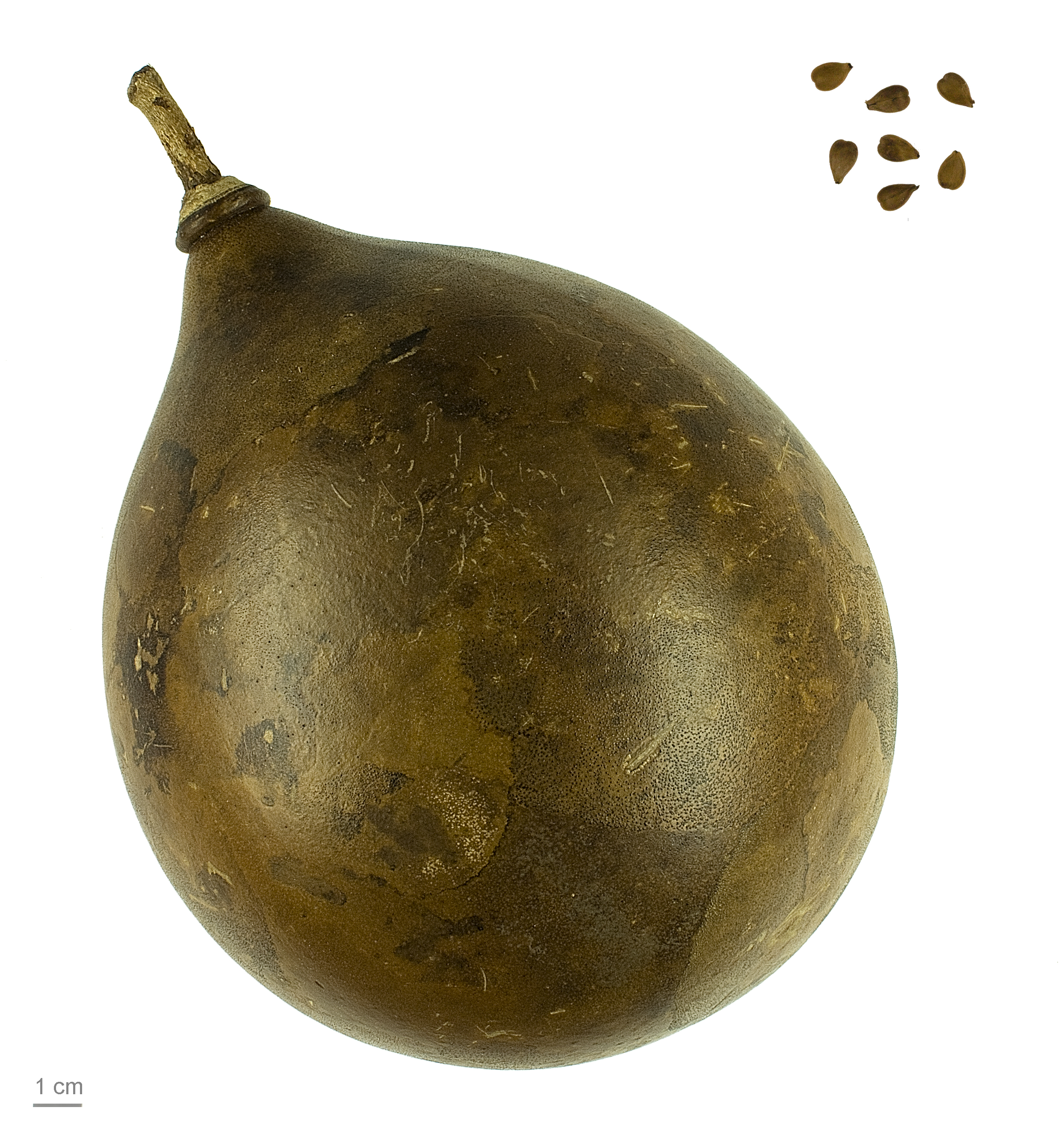
Crescentia cujete